# Harold Holt
Harold Edvard Holt (4. srpna 1908, Sydney, Austrálie – 17. prosince 1967, nedaleko Portsea, Victoria) byl australský politik, premiér v letech 1966–1967.
Člen Liberální strany Austrálie (LPA). V době kdy byl premiérem, se stal blízkým spojencem USA a prezidenta Lyndona B. Johnsona. Výrazně posílil účast Austrálie ve válce ve Vietnamu. Americký prezident Johnson tuto pomoc ocenil a v roce 1966 jako první americký prezident navštívil Austrálii.
Dne 17. prosince 1967 při koupání v moři zmizel ve vysokých vlnách. Po bezvýsledném pátrání byl prohlášen za mrtvého. Jeho nástupcem byl jmenován John McEwen jako nový premiér Austrálie.